# Теодолит
Теодолит (енгл. theodolite < лат. theodolitus) геодетски је инструмент за мерење хоризонталних и вертикалних углова. Такође, може се користити и за мерење косих дужина. Традиционална употреба је била за геодетско мерење, али се такође коришћени у великој мери за грађевинарство и изградњу инфраструктуре, као и неке специјализоване апликације као што су метеорологија и лансирање ракета. Први теодолит конструисан је у Немачкој, у 16. веку.
Главни делови су водоравни и усправни круг с лествицама, дурбин и додатни уређаји за очитање углова и постављање у водораван положај. Дурбин се може окретати око водоравне осовине, а заједно с кућиштем с носачима (алхидадом) и око усправне осовине. Према грађи и начину очитања теодолити су механички (с одвојеним повећалима или микроскопима за очитање наспрамних места круга и механичким микрометрима), оптички и електронички. Према додацима, конструкцији и намени, теодолит може бити: компасни, даљиномерни (тахиметар), жиротеодолит или гиротеодолит, висећи, репетицијски, астрономски. Постоје различити додаци теодолиту који омогућују његову свестрану употребу, на пример окуларна призма, објективни клин, пентагонална призма, зенитни окулар, прибор окулара, оптички микрометар (испред објектива), предлеће, зенитни висак, мерне саонице, ласерски и аутоколимацијски окулар, компас, жироскоп.
У метеорологији се користи оптички теодолит, којим се сваког минута мере углови (азимут) и нагиби под којима се кроз дурбин виде метеоролошки балони при њиховом дизању у атмосфери (такозвани пилот-балонско мерење брзине и смера висинских ветрова), те радиосондажни теодолит, којим се аутоматски прати кретање балона с радиосондама у вишим слојевима атмосфере ради добијања података о температури, влази, притиску ваздуха и ветру. Радиосондажни теодолит прима радиосигнале којима се аутоматски управља окретање теодолита и мерење углова.

## Делови теодолита
Теодолит се састоји од два основна дела: алхидаде (покретни део теодолита) и статива, који је непокретан и који носи алхидаду. 

### Алхидада
Алхидада се састоји од следећих делова: 
- оптичког (ласерског) виска;
- непокретне плоче, на којој се налазе завртњи за фино хоризонтирање;
- хоризонталног лимба;
- цевасте и центричне либеле;
- вертикалног лимба;
- дурбина са кончаницом;
- груби нишан;
- завртња за фино померање;
- микроскопа за очитавање мерених углова.

Непокретна плоча садржи три завртња, који служе са хоризонтирање инструмента. Такође, плоча представља оклоп, унутар којег се налази хоризонтални лимб, који служи за очитавање хоризонталних углова. Хоризонтални лимб је непокретна стаклена плоча, са поделом на мање делове, који, у зависности од прецизности инструмента, варирају од 1‘ до 1“. Подела на хоризонталном лимбу се очитава помоћу оптичког микроскопа. Кроз средиште хоризонталног лимба пролази вертикална оса теодолита. 
Центрична либела служи за грубо хоризонтирање инструмента. Овакво хоризонтирање најчешће се врши померањем нога статива. За фино хоризонтирање инструмента користи се цеваста либела, која је много осетљивија. Фино хоризонтирање инструмента врши се помоћу завртња, који се налазе на непокретној плочи. Цеваста либела се најпре доведе између два завртња и, њиховим истовременим окретањем, подеси тако да мехур либеле врхуни. Затим се алхидада окрене за 90° око своје осе, да би се окретањем трећег завртња довело да мехур либеле врхуни. На тај начин је извршено фино хоризонтирање инструмента, чиме је испуњен један од услова неопходних за мерење хоризонталних углова. 
Дурбин се састоји из окулара (са кончаницом) и објектива. Служи за прецизно визирање правца. На горњем делу дурбина налази се нишан, који се користи за грубо визирање правца. 
Осовина око које се окреће дурбин повезана је са вертикалним лимбом. Вертикални лимб је израђен на исти начин као и хоризонтални. Разлика је у томе што је постављен у вертикалној равни и кроз његово средиште пролази хоризонтална оса. 
Оптички висак омогућава прецизно центрисање инструмента изнад тачке, која представља станицу. Оптичка оса виска мора се поклапати са вертикалном осом инструмента, а нормална на хоризонталну осу, како би био испуњен радни услов.

### Статив
Статив је дрвени или пластични троножац који служи за стабилизацију алхидаде над стајном тачком. Ноге статива се могу извлачити, што омогућава грубо центрисање и хоризонтисање инструмента.

## Историја

### Историјска залеђина
Пре теодолита, инструменти као што су грома, геометријски квадрат и диоптра и разни други градуирани кругови (види геодетски компас) и полукругови (види графометар) коришћени су за добијање вертикалних или хоризонталних мерења угла. Временом су њихове функције биле комбиноване у један инструмент који је могао истовремено да мери оба угла.
Прва појава речи „теодолит“ налази се у геодетском уџбенику Геометријска пракса названа Пантометрија (1571) Леонарда Дигеса. Порекло речи је непознато. Први део новолатиног тео-делитуса могао би проистећи из грчког θεᾶσθαι, „посматрати или пажљиво гледати“. Други део се често приписује несколастичкој варијацији грчке речи: δῆλος, што значи „евидентно“ или „јасно“. Предложене су и друге новолатинске или грчке изведенице, као и енглеско порекло из „алидада“.
Ране претече теодолита понекад су биле азимутни инструменти за мерење хоризонталних углова, док су други имали алтазимутски носач за мерење хоризонталних и вертикалних углова. Грегориус Рајш је илустровао азимутни инструмент у апендиксу своје књиге Margarita Philosophica из 1512. године. Мартин Валдсимилер, топограф и картограф, направио је уређај те године називајући га полиметрум. У Дигесовој књизи из 1571. године израз „теодолит“ примењен је само на инструмент за мерење хоризонталних углова, али је он такође описао инструмент који мери висину и азимут, а који је назвао топографским инструментом  [sic]. Вероватно је први инструмент приближан правом теодолиту саградио Јошуа Хабемел 1576. године, у комплету са компасом и троношцем. Циклопедија из 1728. упоређује „графометар“ са „полутеодолитом“. Још у 19. веку, инструмент за мерење хоризонталних углова називао се једноставни теодолит, а азимутни инструмент, обични теодолит.
Први инструмент који комбинује суштинске карактеристике модерног теодолита саградио је 1725. године Џонатан Сисон. Овај инструмент имао је носач за алтазимут са нишанским телескопом. Основна плоча имала је либеле, компас и завртње за подешавање. Кругови су читани скалом нонијуса.

### Развој теодолита
Теодолит је постао модеран, прецизан инструмент 1787. године, увођењем чувеног великог теодолита Јесија Рамсдена, који је он створио користећи врло тачан раздеони мотор сопственог дизајна. Рамсденови инструменти су коришћени за главну триангулацију Велике Британије. У то време су произвођачи као што је Едвард Траутен у Енглеској правили инструменте највише прецизности.‍:pp. 6–44 Касније је прве практичне немачке теодолите направио Брајтаупт заједно са Уцшнајдером, Рајхенбахом и Фраунхофером.
Како је технологија напредовала, вертикални делимични круг замењен је пуним, а вертикални и хоризонтални кругови су фино градуирани. Ово је био транзитни теодолит. Ова врста теодолита развијена је од астрономских транзитних инструмената 18. века који су кориштени за мерење тачних положаја звезда. Ову технологију су почетком 19. века пренели на теодолите произвођачи инструмената као што су Едвард Траутон и Вилијам Симс‍:pp. 6–24 и постала је стандардни дизајн теодолита. Развој теодолита подстакнут је специфичним потребама. Током 1820-их напредак у националним геодетским пројектима, попут Ordnance Survey у Британији, створио је захтеве за теодолитима способним да пруже довољну тачност за триангулацију и мапирање великих размера. Геодетско премеравање Индије је у то време произвело захтеве за робуснијим и стабилнијим инструментима попут теодолита са Еверестовог шаблонског теодолита са својим нижим центром теже.
Железнички инжењери који су радили у Британији током 1830-их теодолит су обично називали „транзитом“. Четрдесете године 19. века започеле су период брзе изградње железница у многим деловима света, што је резултирало великом потражњом за теодолитима свуда где су се железнице градиле.‍:pp. 123–125 Такође је био популаран међу америчким железничким инжењерима који су напредовали на запад и заменио је железнички компас, секстант и октант. Теодолити су касније прилагођени широком спектру носача и употреба. Током 1870-их Едвард Самјуел Ричи је изумео занимљиву верзију теодолита у води (помоћу клатна за спречавање кретања таласа). Користила га је америчка морнарица за обављање првих прецизних истраживања америчких лука на обалама Атлантика и Мексичког залива.
Почетком 1920-их дошло је до промена у дизајну теодолита увођењем Вајлдa Т2 који је направило предузеће Вајлд Хирбруг. Хајнрих Вајлд је дизајнирао теодолит са подељеним стакленим круговима са обе стране са очитавањима на једном окулару близу телескопа, тако да посматрач није морао да се помери да их прочита. Вајлдови инструменти нису били само мањи, лакши за употребу и тачнији од ривала тог доба, већ и запечаћени, што их је штитило од кише и прашине. Канадски геодети су известили да док Вајлд Т2 са круговима од 3,75 инча није био у стању да обезбеди тачност за примарну троуглацију, тачност је била једнака традиционалном дизајну од 12 инча.‍:pp. 79–80 Инструменти Вајлд Т2, Т3 и А1 прављени су дуги низ година.
Године 1926, одржана је конференција у Тавистоку у Девону, у Великој Британији, где су Вајлдови теодолити упоређивани са британским. Вајлдов производ је надмашио британске теодолите, те су произвођачи попут Cooke, Troughton & Simms и Hilger & Watts кренули у побољшање тачности својих производа како би одговарали њиховој конкуренцији. Cooke, Troughton & Simms су развили Тависточки образац теодолита, а касније и Викерс В. 22.‍:pp. 80–82
Вајлд је наставио да развија ДК1, ДКМ1, ДМ2, ДКМ2 и ДКМ3 за компанију Kern Aarau. Сталним усавршавањем, инструменти су се непрекидно развијали у савремени теодолит који данас користе геодети. До 1977, Вајлд, Керн и Хјулет-Пакард нудили су „Тоталне станице“ које су комбиновале угаона мерења, електронско мерење удаљености и микрочипне функције у једној јединици.
Oд 90-тих година 20-тог века теодолити се више не производе и не комерцијализује већ су у потпуности замењени Тоталним станицама.